# Viswijzer
De Viswijzer is een informatiesysteem over de mate waarin consumptievis door overbevissing bedreigd wordt. De Viswijzer wordt beheerd door de Good Fish Foundation, die in juni 2014 is opgericht door Christien Absil, Margreet van Vilsteren en Maud Veraar. De Good Fish Foundation stelt zich ten doel de transitie naar een duurzame en verantwoorde visserij en visteelt te bevorderen door de vraag naar goede vis te vergroten en consument en ondernemer te ondersteunen bij een verantwoorde keuze. De stichting is onafhankelijk van de visindustrie.
Vis wordt door de wijzer ingedeeld in verschillende klassen met daarbij een gebruiksadvies. In eerste instantie verscheen de viswijzer als kaartje bij het boek De Goede Visgids geschreven door Wouter Klootwijk op basis van gegevens van Stichting De Noordzee. Met steun van het Wereld Natuur Fonds verscheen het kaartje in 2006 in een oplage van 2,7 miljoen exemplaren. Een uitgebreide versie van de Viswijzer zag het licht als website. Het idee kreeg navolging in onder meer Spanje, Frankrijk, België, Zweden, Noorwegen en Hongkong.
De ontwikkelaars van de Viswijzer, Christien Absil en Esther Luiten ontvingen in 2010 de Edgar Doncker Prijs. De prijs werd toegekend vanwege de grote verdienste die het initiatief heeft voor natuurbehoud in Nederland.